# Abádszalók
Abádszalók  este un oraș în districtul Kunhegyes, județul Jász-Nagykun-Szolnok, Crișana de vest, Ungaria, având o populație de 4.476 de locuitori (2011).

## Etimologie
Numele orașului vine probabil din limbile cumană și peceneagă, vorbită de către popoarele turcice cumane și pecenege. Orașul a fost realizat în 1896 prin unirea a două așezări distince, Tiszaabád și Tiszaszalók. Pământurile pe care s-a format așezarea Tiszaabád erau proprietatea unui peceneg, Thonuzaba, care în maghiară a rămas drept Abád, în timp ce cele pe care s-a format Tiszaszalókul au fost stăpânite de un alt turc, probabil de origine cumană, după ce aceștia au primit azil în zonă, numit Zaluch, maghiarizat Szalók. Astfel, după contopirea celor două așezări, numele a devenit Abádszalók, amintire a străinilor ce au format satele membre.

## Demografie
Componența etnică a orașului Abádszalók
     Maghiari (93,55%)
     Romi (4,5%)
     Germani (1,26%)
     Necunoscut (0,58%)
     Ruteni (0,11%)
     Alții (0,58%)
Componența confesională a orașului Abádszalók
     Romano-catolici (26,07%)
     Reformați (24,37%)
     Fără religie (21,36%)
     Necunoscută (27,32%)
     Alte religii (1,32%)
Conform recensământului din 2011, orașul Abádszalók avea 4.476 de locuitori. Din punct de vedere etnic, majoritatea locuitorilor (93,55%) erau maghiari, existând și minorități de romi (4,5%) și germani (1,26%). Apartenența etnică nu este cunoscută în cazul a 0,58% din locuitori. Nu există o religie majoritară, locuitorii fiind romano-catolici (26,07%), reformați (24,37%) și persoane fără religie (21,36%). Pentru 27,32% din locuitori nu este cunoscută apartenența confesională.